# Route nationale 5a
Die Route nationale 5A, kurz N 5A oder RN 5A war ein elf Kilometer langer Seitenast der Route nationale 5, der 1869 festgelegt wurde und bei Les Rousses in der Nähe der Schweizer Grenze abzweigte und nach Nordosten erst parallel zur Grenze und dem Fluss Orbe, dann diese querte, in das Vallée de Joux verlief.  Von 1937 bis 1970 schloss an der Grenze die nummerierte Hauptstrasse 79 nach Fribourg an. 1973 wurde sie zur Departementstraße D 415 herabgestuft.